# Csány
Csány är en ort i Ungern.   Den ligger i provinsen Heves, i den centrala delen av landet, 60 km öster om huvudstaden Budapest. Csány ligger 115 meter över havet och antalet invånare är 2 279.
Terrängen runt Csány är platt. Runt Csány är det ganska tätbefolkat, med 86 invånare per kvadratkilometer. Närmaste större samhälle är Hatvan, 11,1 km väster om Csány. Trakten runt Csány består till största delen av jordbruksmark.